# College football

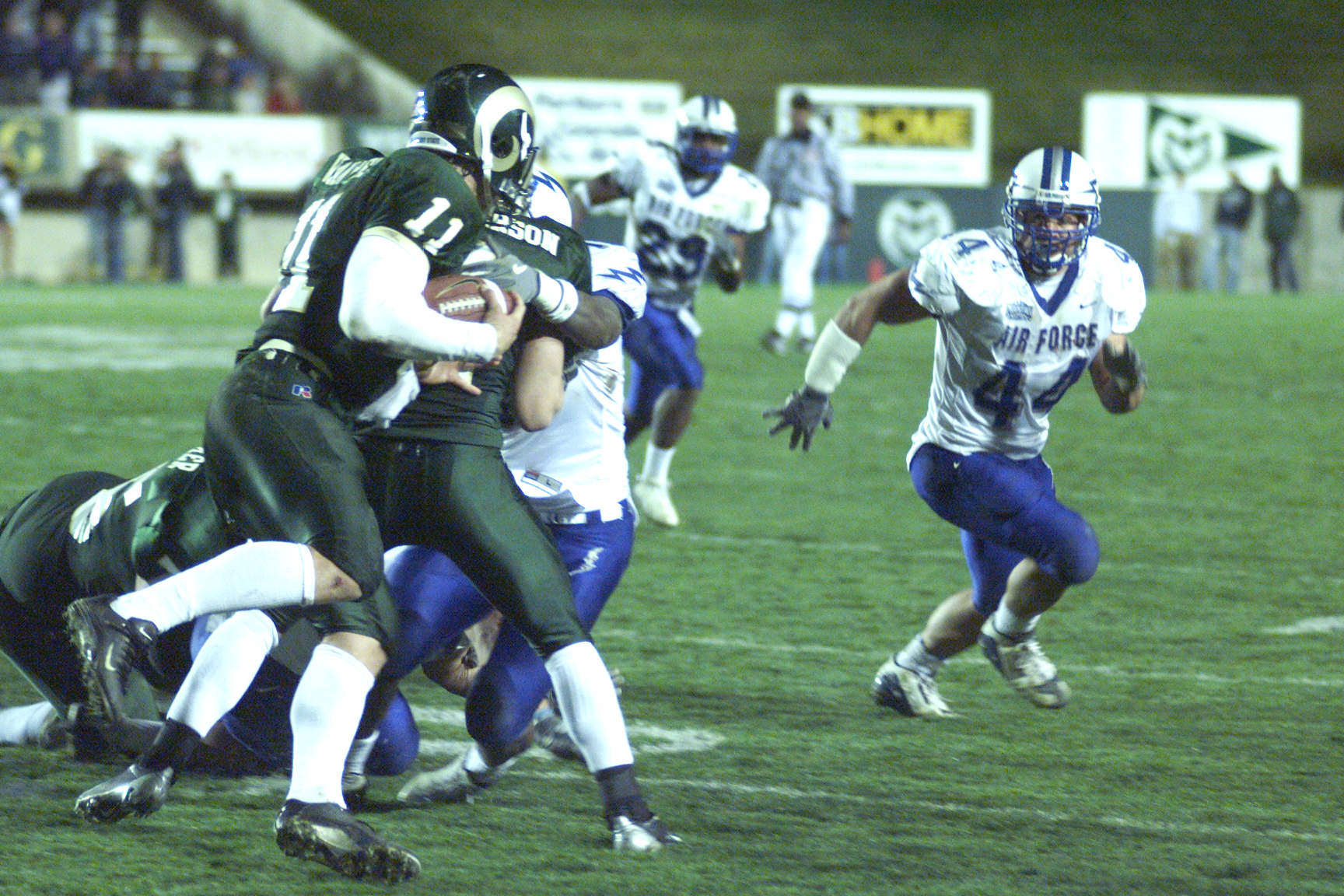
En collegefotbollsmatch mellan Colorado State och Air Force.

College football syftar vanligtvis på amerikansk fotboll vilken spelas i college, universitet och högskolor. Spelet har utvecklats till halvprofessionella ligor under styrelse av NCAA. NCAA är collegeidrottens förbund och bedriver alla sorters idrott och sport, inklusive fotboll.
College football har spelats i USA sedan slutet av 1800-talet och är populär. Av världens tio största idrottsarenor avseende publikkapacitet hade åtta stycken verksamhet enbart eller i huvudsak för college football (2019).
College football har inget renodlat seriesystem, utan det finns flera olika ligor. Den äldsta och mest klassiska ligan kallas Big Ten, är baserad i Chicago och räknar sin historia till 1895 och där möts bland andra Michigan State och Ohio State. Den främsta ligan sedan slutet av 1900-talet är SEC, Southeastern Conference, där lag som University of Alabama och Louisiana State spelar. Några matcher mellan olika skolor har blivit återkommande och fått egna namn, som till exempel Iron Bowl som spelas mellan Auburn University och University of Alabama, Tigers respektive Crimson Tides, under Thanksgiving varje år. Sådana matcher kallas bowls, de tillhör inte ligasystemet, utan spelas efter säsongen, men är mycket prestigefulla. En del av dessa går det att kvalificera sig till eller så utses lagen via olika rankingsystem eller för att de förväntas bli spektakulära.
Publikrekordet för en match i college football är 156 990 betalande åskådare. Matchen spelades 10 september 2016 på Nascar-arenan Bristol Motor Speedway som byggdes om för tillfället. Diskussioner om att genomföra en match i college football där började 1997 och 2013 skrevs kontrakt med arenan. University of Tennessee och Virginia Tech valdes ut för att genomföra matchen som kom att kallas Battle of Bristol. Båda skolorna har etablerade elitlag med stora supporterskaror, arenan ligger på ungefär samma avstånd från de båda universiteten och Bristol ligger på gränsen mellan staterna Tennessee och Virginia. Matchen vanns av Tennessee med 45 mot 24.